# توتوپاکا (موکگوا-تاکنا)
توتوپاکا (به اسپانیایی: Tutupaca) یک کوه در پرو است که در منطقه موکگوا واقع شده‌است. توتوپاکا ۵٬۲۰۰ متر بالاتر از سطح دریا واقع شده‌است.